# Sensemayá
Sensemayá es un poema sinfónico del compositor mexicano Silvestre Revueltas, que está basado en el poema homónimo escrito por el poeta cubano Nicolás Guillén.
La obra —tal como se conoce (en versión para orquesta sinfónica)— fue escrita en 1938. La composición de Revueltas está mayormente escrita en un compás de amalgama de 2+2+3, que coincide con la acentuación de ciertas partes del poema (por ejemplo: «Mayombe, bombe, mayombé»).

## El poema
El poeta Nicolás Guillén publicó en 1934 una serie de 17 poemas con el título de West Indies Ltd. Uno de ellos, Sensemayá (canto para matar a una culebra), fue descubierto por Revueltas al escucharlo de viva voz del poeta. Ahí el músico sintió la enorme cadencia y ritmo que el estribillo inicial poseía: Mayombe-bombe-mayombé! Mayombe-bombe-mayombé!

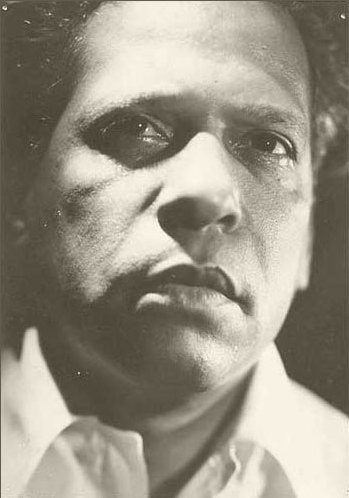
Nicolás Guillen, autor del poema Sensemayá

## La partitura
Revueltas puso manos a la obra en su nueva partitura entre 1937 y 1938, primero en una versión para conjunto instrumental y posteriormente en la orquestación que es universalmente conocida. Con Sensemayá, Revueltas consiguió alcanzar uno de los puntos más altos en su producción musical, en una partitura rítmicamente compleja y llena de texturas ásperas y directas.
Todo comienza con un ambiente ondulante, misterioso, como adentrándose al mismo ritual para darle muerte a la serpiente. La tuba se alza vigorosa con la melodía central en una rítmica de 7/8. Más adelante las trompetas con sordina y algunos vientos de madera retoman el discurso de la tuba y la van transportando a diversos rangos de expresión dinámica y rítmica. El gran clímax de la obra, fuerte y decidido, presenta el «¡Sensemayá se murió!» del poema de Guillén.

## Orquestación
- 4 flautas (3ª y 4ª = piccolos)
- 3 oboes (3ª = corno inglés)
- 4 clarinetes (3ª = clarinete en mi bemol, 4ª = bajo)
- 4 fagotes (4ª = contrafagot)
- 4 trompas
- 4 trompetas
- 3 trombones
- Tuba
- Percusión
- Timbales
- Piano
- Cuerdas[2]

## Crítica
Leonard Bernstein afirmó que «el compositor es sofisticado y posee gran capacidad técnica, pero expresa un espíritu feroz, primitivo y violento que se expande en ritmos salvajes, sones agudos y gemidos siempre controlados por la mano sabia de un verdadero artista».

## Otras versiones musicales del poema
El poema hecho música también tuvo diversas adaptaciones a versiones corales. El grupo uruguayo Canciones para no dormir la siesta, incluyó su versión en su disco homónimo editado en 1979. También existe la Canción Para Matar Una Culebra en el disco de 1979 del grupo chileno Inti Illimani.